# Eupithecia tristrigata
Eupithecia tristrigata là một loài bướm đêm trong họ Geometridae.